# Ludwig Friedrich Franz Beckhaus

Ludwig F. F. Beckhaus

Ludwig Friedrich Franz Beckhaus (* 20. Juli 1853 in Bielefeld; † 6. Dezember 1936 in Potsdam) war ein deutscher Jurist, Landrat und Vizepräsident des Rechnungshofs des Deutschen Reiches.

## Leben
Ludwig Beckhaus war der Sohn von August Beckhaus (* 8. Mai 1812; † 27. August 1893 in Bielefeld), Geheimer Sanitätsrat und Kreisphysikus in Bielefeld, und dessen Ehefrau Dorothea, geborene Rieckhoff (* 10. Februar 1818 in Kassel; † 29. März 1892 in Bielefeld).
Beckhaus studierte in Bonn, Leipzig und Göttingen Jura. Während seines Studiums wurde er 1872/73 Mitglied der Burschenschaft Alemannia Bonn. 1876/77 diente er als Einjährig-Freiwilliger im 2. Westfälischen Infanterie-Regiment Nr. 15. Nach einem Dienstunfall wurde er April 1877 entlassen.
Das erste Staatsexamen legte er im Oktober 1876 ab, nach verschiedenen Verwendungen, hauptsächlich bei der Regierung Arnsburg auch das Zweite Staatsexamen im März 1882. Danach war er zunächst bei der Regierung Schleswig, dann bei der Regierung Kassel tätig. Zum 17. Juli 1886 wurde er kommissarischer Landrat im Landkreis Hofgeismar, die definitive Ernennung erfolgte am 18. Mai 1887.
Am 28. Februar 1898 wurde er zum Oberregierungsrat ernannt und wechselte am 19. März 1898 als Dirigent der Finanzabteilung an die Regierung Frankfurt/Oder.
Im Jahr 1903 wurde er nach Potsdam versetzt und war dort Rat, Geheimer Oberregierungsrat, Direktor, und im letzten Jahr vor der Pensionierung 1921, Vizepräsident des Rechnungshofs des Deutschen Reiches.
Beckhaus heiratete 1883 Jutta Tiemann (* 4. Januar 1862 in Bielefeld; † 27. März 1938 in Potsdam), die Tochter des Sanitätsrats Bernhard Tiemann, eines Mitbegründers der Von Bodelschwinghschen Stiftungen Bethel. Auch Beckhaus unterstützte als Landrat die Gründung der „Anstalt für Epileptische“, die 1867 als „Ebenezer“ Keimzelle der v. Bodelschwinghschen Anstalten Bethel war. Später engagierte er sich insbesondere für die Wandererfürsorge und das Herbergswesen. So kam es, dass zur Beerdigung 1936 zwei „Brüder von der Landstraße“, die Pastor Friedrich von Bodelschwingh der Jüngere entsandt hatte, dem Sarg mit einem Kranz vorausgingen.

## Auszeichnungen
- Hessischer Verdienstorden Philipps des Großmütigen (Ritter)
- Preußischer Kronenorden (Ritter III. Klasse)
- Preußischer Roter Adlerorden (Ritter II. Klasse)
- 1918: Ölberg-Kreuz
- 1927: Lutherplakette